# Freies Radio für Stuttgart
Das Freie Radio für Stuttgart (FRS) ist ein nichtkommerzielles Hörfunkprogramm, das seit dem 28. September 1996 auf Sendung ist. Das FRS ist Mitglied im Bundesverband Freier Radios.
Seit Januar 2010 sendet das FRS wieder rund um die Uhr, bis auf zwei Stunden mittwochabends von 20 bis 22 Uhr (in dieser Zeit sendet das „Radio Kormista“ auf derselben Frequenz).
Im FRS sind neben der Endlosdisk, einem vorproduzierten Musik-Entertainmentprogramm in Endloswiedergabe, viele Unterhaltungssendungen, Musikmagazine, Beiträge fremdsprachiger Redaktionen und politische Wortsendungen zu hören.
Das Programm wird in der zweimonatlich erscheinenden FRS-Zeitschrift Modulator veröffentlicht, die im Raum Stuttgart in Kneipen und Kultureinrichtungen ausliegt und auch auf der FRS-Homepage als PDF zur Lektüre bzw. zum Download angeboten wird; dort sind ebenso alle früheren Ausgaben archiviert.
Das Freie Radio sendet vom Schornstein des Müllheizkraftwerks Münster auf UKW 99,2 MHz mit einer Sendeleistung von 0,3 kW in Mono. Die Hauptstrahlrichtung ist ungefähr Nord-Nordost, daher ist insbesondere der mobile Empfang in Teilen der Stuttgarter Innenstadt, in Stuttgart-Süd und auf den Fildern nur schlecht bzw. gar nicht möglich. In Bereichen des Kabelnetzes im Raum Stuttgart wird das Programm auf UKW 102,10 MHz in Stereo eingespeist. Außerdem kann das FRS seit Ende April 2006 weltweit per Internet-Livestream im OGG-Vorbis-Format oder seit Juli 2009 direkt im Webbrowser via Java-Applet in Stereo oder Mono empfangen werden.
Der FRS-Träger Förderverein für das Freie Radio Stuttgart e. V. ist basisdemokratisch organisiert.